# Odrzywół (Dębówka)
Odrzywół – część wsi Dębówka w Polsce, położona w województwie mazowieckim, w powiecie warszawskim zachodnim, w gminie Błonie.
W latach 1975–1998 Odrzywół administracyjnie należał do województwa warszawskiego.